# 熊夢兆
熊夢兆（1543年—？），字應徵，號渭川，河南歸德府鹿邑縣人，民籍，明朝政治人物、進士出身。

## 生平
嘉靖三十七年戊午（1558年）河南鄉試第三名舉人，萬曆二年（1574年）甲戌科會試第二百三十六名，登三甲第一百五十三名進士。授陕西长安县知县，为政廉明，恩惠及人，数月卒于官，祀乡贤。

## 家族
曾祖父熊遜；祖父熊憲；父熊光福。母王氏。永感下。弟梦周、梦弼。